# Shania: Still the One
Shania: Still the One foi a primeira turnê residencial da cantora e compositora canadense Shania Twain, no The Colosseum at Caesars Palace em Las Vegas. O show foi criado pela própria cantora, produzido pela AEG Live e dirigido por Raj Kapoo.
A proposta do show é "levar os fãs à uma espetacular jornarda pelas várias etapas da vida e carreira de Shania, em uma noite completada com música e experiências sensoriais e visuais, moda e o inesperado".

## Produção
Tendo sua última performance realizada em 2004, durante a Up! Tour, Twain anunciou a residência no dia 8 de junho de 2011. Durante a coletiva de imprensa, ela disse que "deixaria sua imaginação fluir" e que ela "enlouqueceria criativamente" pelo show. Ela revelou "Tem sido um ano de cura, e eu aprendi a me comprometer e a me curar, em vez de me perder no medo e na ansiedade, o que é uma grande reviravolta". 14 novos shows para 2013 foram anunciados em 21 de junho de 2012
Raj Kapoor, o diretor do show, revelou que "Shania queria compartilhar seu espírito e paixão em 4D, e que o show capturará a essência, alma e inspiração de Twain junto com belos e intensos efeitos visuais.
Devido à sua disfonia vocal, Twain disse ao Las Vegas Weekly: "Tenho sido muito cuidadosa. Tenho vários vaporizadores, e a Bette Midler me recomendou sprays para voz. Todo mundo tem me dado um pouco de dicas e eu tenho cuidado bem de mim mesma e sendo cuidadosa".

## Figurinos
Marc Bouwer, responsável pelos figurinos de Twain pelos últimos 15 anos, reformulou o figurino de leopardo do clipe de "That Don't Impress me Much" e o terninho preto de "Man! I Feel Like a Woman".

## Repertório
1. "I'm Gonna Getcha Good!"
2. "You Win My Love"
3. "Don't Be Stupid (You Know I Love You)"
4. "Up!"
5. "I Ain't No Quitter"
6. "No One Needs to Know"
7. "Whose Bed Have Your Boots Been Under?"
8. "Any Man of Mine"
9. "That Don't Impress Me Much"
10. "Honey, I'm Home"
11. "(If You're Not in It for Love) I'm Outta Here!"
12. "Carrie Anne" (com RyanDan)
13. "Come On Over"
14. "Rock This Country!"
15. "Today Is Your Day"
16. "You're Still the One"
17. "From This Moment On"

Encore
1. "Man! I Feel Like a Woman!"[6]

## Equipe
- Criação / Produção Executiva: Shania Twain
- Direção: Raj Kapoor
- Design de Produção: Michael Cotten
- Design de Iluminação: Peter Morse
- Figurino: Marc Bouwer